# 80cm列車砲に関連する作品の一覧

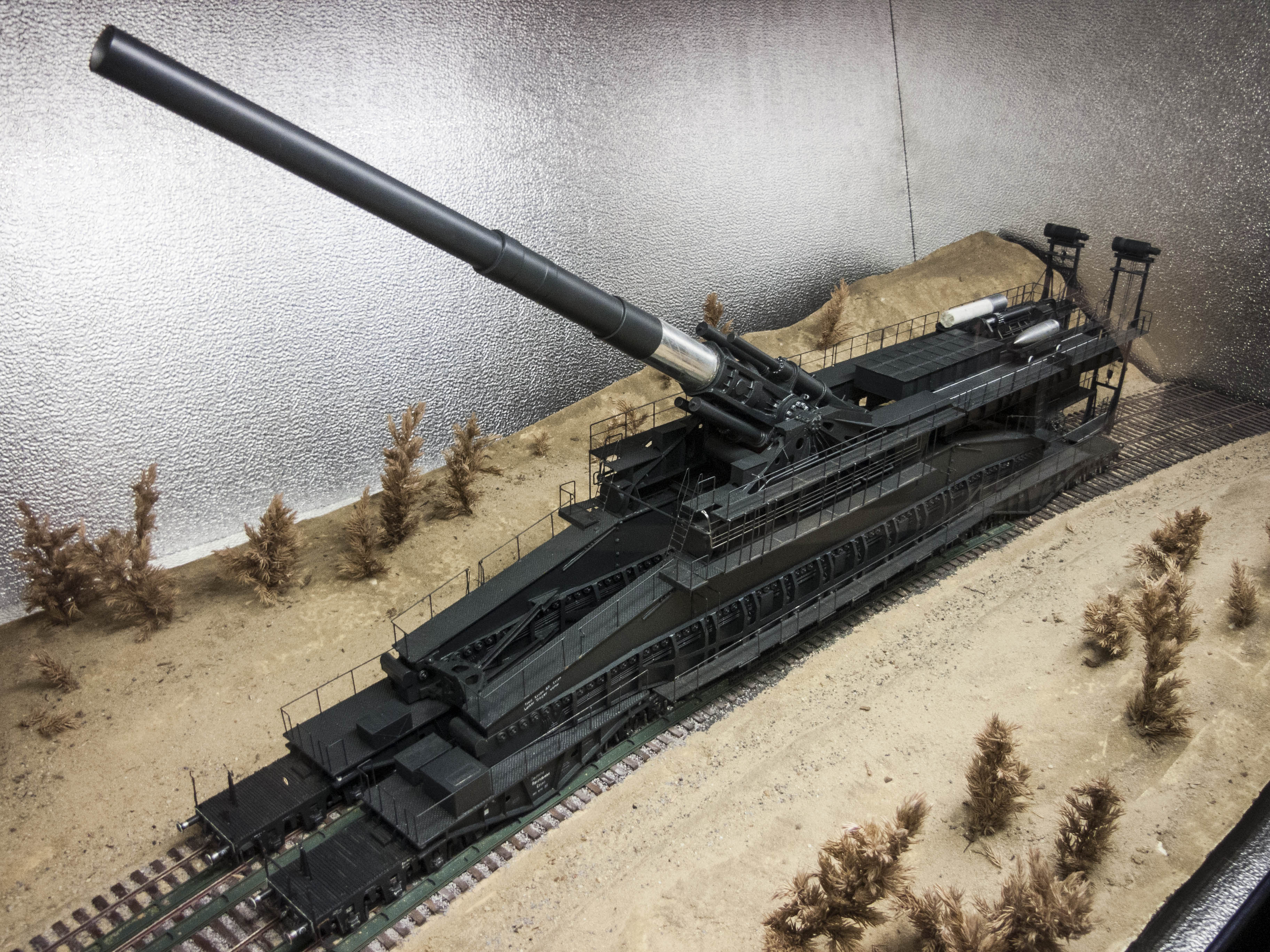
80cm列車砲の上方からの写真（模型）

80cm列車砲に関連する作品の一覧（80センチれっしゃほうにかんれんするさくひんのいちらん）は、第二次世界大戦時のドイツ陸軍の列車砲、80cm列車砲に関連する作品の一覧である。

## テレビドラマ・アニメ
『大鉄人17』
幻の超重砲「グスタフ」（第9話）、死なないで!裏切りの父（第10話）に、1号機「グスタフ」の名を冠した「大砲ロボット・グスタフ」が登場。オリジナルではなく、その設計を元に新造したと劇中では推測されている。列車砲ではなく、完全に装甲化された巨大自走砲型となっており、砲弾の自動装填装置やレーダーらしき回転アンテナまで搭載。対地砲撃だけでなく、グスタフ破壊に飛来したF-4戦闘爆撃機を砲弾の空中爆発で撃墜している。さらには車体先端のドリルを用いて地下に潜行することさえ可能という代物であった（なお、ドーラの自走砲化は当のドイツでも検討されていたと言われるが、当然、当時の技術水準で実現できる物ではなかった）。
『勇者王ガオガイガー』
第16話「正午の悪魔」に登場。ゾンダーロボEI-16。人間を素体として作られた「ゾンダー核」と、大戦末期に日本に持ち込まれていた列車砲グスタフが融合したという設定である。素体となった人間の意志のみで装填・発射が可能。更に、本来よりも遥かに高い連射性能を併せ持つ。ある程度は自走することもでき、発射時以外はトンネルに潜伏していた。ゾンダー化したことによって大幅に射程が伸び、群馬県榛名山から東京都内を目標・砲撃した（照準については外部からのサポートを受けていた可能性もあるが、作品内では語られていない）。
『ヱヴァンゲリヲン新劇場版:序』
第3新東京市の防衛施設の一つとして「地対地800mm列車砲」という名称で登場。劇中では第27地対地800mm列車砲と第28地対地800mm列車砲が登場し、第5の使徒の迎撃に当たる。
『銀河鉄道物語』
「グスタフ列車砲」は明らかに当記事の兵器から名前を取ったものだが、外見はむしろカール自走臼砲に似ている。
『遊☆戯☆王ZEXAL』
作中でヒロインの一人神月アンナが扱うモンスター「超弩級砲塔列車グスタフ・マックス」として登場。作中でもトップクラスの重さを誇り強力な直接火力も備える。『遊☆戯☆王オフィシャルカードゲーム』でも同様の仕様で登場しており、実際に使用することが出来る。
また、「No.81　超弩級砲塔列車スペリオル・ドーラ」なるモンスターもカードとして登場した。
『ファンタジスタドール』
第12話（最終話）において登場。「協力カノン」スペシャルとして組み立てられる。
『ブレイブウィッチーズ』
第11話に帝政カールスラント製の列車砲として登場。グスタフとドーラの2門が雲を吹き飛ばす超爆風弾と魔力を帯びた徹甲弾を撃ち込み、人類の敵「ネウロイ」の巣の破壊を狙う作戦が開始される。旋回機構を持ち砲塔を回転させることができるほか、ネウロイのコアを狙撃できるだけの射撃精密性も備えている。
『ルパン三世 グッバイ・パートナー』
アメリカ合衆国の「飛行機の墓場」に保管されている設定で登場。作中では「ドーラ」と呼ばれているが、架空の3番砲とされている。ルパンと次元はこれを使ってAIと量子コンピュータが守る要塞基地「エリア61」を攻撃する。

## 漫画・小説
『機神兵団 (漫画)』（岡昌平の漫画）
架空の3番砲「轟神」が登場。車両に搭載する代わりに、機神と呼ばれる巨大ロボットにより移動や弾薬の装填を補助することで、機動性や発射速度の低さを改善。機神兵団の切り札としてその威力を見せつけた。なお、「轟神」は漫画版のみの登場であり、山田正紀の原作（小説版）『機神兵団』には登場しない。
『銃夢』（木城ゆきとの漫画）
空中都市ザレムに反逆する反乱軍団バージャックが古代の資料から80センチ列車砲を再現し、インディアン神話に登場する雷神の名前にちなんで「ヘング」と命名している。作中では数キロ上空に位置するザレムめがけて砲撃するために建造された。
『こちら葛飾区亀有公園前派出所』
第二次世界大戦が続いていると信じていた、千葉県と埼玉県の境にある度井仲県の度井仲署という旧日本軍の武装をそのまま流用した警察署が登場し、県内で窃盗事件が発生しスポーツカーを盗んで逃げる犯人相手に最終手段として列車砲が登場した。コミックス35巻。
漫画『ムダヅモ無き改革』
第四帝国の戦略兵器「10000mmグスタフ列車砲」は、外見こそグスタフの相似であるが、サイズや口径、射程が規格外にスケールアップされている。月面から直径10mの小惑星をレールガン方式で撃ち出すことが可能で、破壊力は広島型原爆の一千倍。
小説・漫画・アニメ『旭日の艦隊』（荒巻義雄原作）
舞台である後世世界において、対ソ戦線で前世と同じ「ドーラ」が登場するほか、ドーラを元に製造された80cmの口径を持つ大型列車砲「ヒトラー砲」が登場する。さらにドーラやグスタフを遙かに凌ぐ、200〜250kmの射程を持つ28cm列車砲「ゲルマン砲」や時速100km/hで路線総延長2000kmを走破可能な敵陣地攻略長距離砲「新ゲルマン砲」が登場する。ゲルマン砲はイギリス南部に壊滅的被害をもたらしたほか、七胴戦艦「フェルゼン」の主砲としても艦載された。
小説・漫画『不沈戦艦紀伊』（子竜螢原作）
漫画版にてアメリカ合衆国海軍が「モンスター」と恐れる超大和型戦艦「紀伊」を撃滅するべく太平洋戦線に配備した、欧州戦線での鹵獲兵器80cm列車砲「ドーラ」が二両登場する（それぞれ「ドーラ一号砲」・「二号砲」と呼ばれる）。米軍が占領した伊平屋島に整地・敷設された砲撃陣地から、アメリカ海軍の戦艦部隊と殴り合う「紀伊」率いる聯合艦隊に対して砲撃を行った。「紀伊」に一発の命中弾を与え、撃沈までには至らなかったものの、一時的に「紀伊」から戦闘能力を奪うことに成功した。しかし史実同様にその巨大さ故に装填作業に手間取ってしまい、「紀伊」はその間に射程限界海域から離脱してしまう。直後、「紀伊」から51センチ砲の一斉砲撃を受け横転・破壊された。原作小説では80cm列車砲の代わりに独自設定のドイツ製鹵獲兵器24インチ（61センチ）列車砲が二両登場。対「紀伊」に使用する為に米軍はわざわざ専用の徹甲弾まで開発している（なお、最期は航空戦艦「伊勢」と「日向」の砲撃で破壊された）。

## ゲーム
『Dies irae -Also sprach Zarathustra-』
登場人物の一人、エレオノーレ・フォン・ヴィッテンブルグの武器として登場。
『RING of RED』
コナミより発売されたPlayStation 2用シミュレーションゲーム。「ドーラ・グスタフ」という名前の超大型AFW（戦車等をモチーフとしたロボット）として登場した。劇中では、ドイツで開発された物をアメリカが鹵獲改良し、日本に配備したという設定で登場する。通常砲弾による砲撃だけでなく核弾頭をも打ち出すことが可能であった。
『Wolfenstein: Enemy Territory』
一部のマップ（デフォルトマップでは「Rail Gun」）に登場する。プレイヤー達はこれの発射を巡って攻防戦を行う。制御板をダイナマイトで破壊することで無力化されるが、時間内なら工兵で修理可能。弾丸輸送にディーゼル機関車も登場する。
『ウォーシップガンナー2 鋼鉄の咆哮』
「ドーラ」の名を冠した列車砲である、超巨大列車砲「ドーラ・ドルヒ」が登場。80cm砲の2倍である「160cm列車砲」を装備している他、自衛用の機関砲や小型光学兵器まで搭載している。超兵器機関のパワーにより、巨体ながらも最大速度50km/hほどの自走能力を持ち、劇中では160cm砲を短時間で10連射してくる。動力車を前後並列に2両ずつ計4両繋げており、この状態では最大速度は100km/hを超えて移動可能。160cm砲の散布界は悪いが、観測気球と連携することにより命中率を向上させている。なお鋼鉄の咆哮シリーズは全作を通して、80cm列車砲を艦載用に転用したとされる80cm砲が登場、設計システムで使用可能。
『コール オブ デューティ ワールドウォーII』
マルチプレイモードのマップ『GUSTAV CANNON』で登場する。プレイヤーが使用することはできない。
『スクールガールストライカーズ』
アマンド・フォーマルハウトのリーダー、シャルロッテ・ヴァイスの特効メモカ「 艶 デモリッシュ・レジスタンス モーション」にて具現化した兵装として登場している。
『戦艦少女R』
一部の通常海域、及びイベント海域における支援攻撃手段として登場する。
『ロストプラネット2』
キャンペーンモードのエピソード2、3、6にドーラに酷似した列車砲が登場。車体の側面に防衛用の砲塔を装備し、数人で運用することが可能となっている。エピソード3ではプレイヤー自らが操作して巨大AK「アカメ」の迎撃にあたる。
『ブレイジングエンジェル2 シークレットミッション・オブ・WWII』
ミッション8「ターゲットは赤の広場」で登場。モスクワ近郊にまで進出しており、赤の広場を砲撃する。ロケット弾すら弾く頑丈なドームで防護されており、砲撃のためにドームが開く瞬間しか攻撃できない。
『ブルーアーカイブ』
メインストーリー対策委員会編3章で「列車砲シェマタ」として登場。

## 模型
地上兵器としては空前の規模を持ち、模型業界において究極の対象である。過去においては自作の対象であったが、1/144・1/72・1/35といった縮尺において市販化されている。
鉄道模型では REI Military Models がHOゲージの製品ドーラを出している。